# عقبگرد (مدیریت داده)
در فناوری های پایگاه داده ، یک عقبگرد یک عملیات است که پایگاه داده را به یک حالت قبلی برمی گرداند. عقبگرد ها برای یکپارچگی پایگاه داده اهمیت دارند ، زیرا این معنا را می دهند که پایگاه داده حتی بعد از انجام شدن عملیات های اشتباه می تواند به یک نسخه سالم بازگردانده شود. ، عقبگردها برای بهبودی از خرابی های سرور حیاتی هستند. با بازگشت به عقب هر تراکنش که دز زمان خرابی سرور فعال بود، پایگاه داده به یک حالت منسجم بازیابی می شود.
ویژگی عقبگرد معمولا با یک ثبت وقایع تراکنش پیاده سازی می شود، اما همچنین می تواند از طریق کنترل همروندی چندنسخه‌ای پیاده سازی شود.

## عقبگرد پی در پی
یک عقبگرد پی در پی در سیستم های پایگاه داده وقتی اتفاق می افتد که یک تراکنش (T1) باعث یک شکست می شود و یک عقبگرد باید اجرا شود. باقی تراکنش هایی که به اعمال T1 وابسته هستند هم به دلیل شکست T1 باید عقب گردانده بشوند، در نتیجه یک تاثیر پی در پی ایجاد می کند. این در واقع شکست یک تراکنش است که باعث می شود تعداد زیادی شکست بخورند.
روش های عملی بازیابی پایگاه داده عقبگرد های غیر پی در پی را تضمین می کنند، در نتیجه یک عقبگرد پی در پی یک نتیجه دلخواه نیست. عقبگرد پی در پی توسط یک مدیر دیتا بیس برنامه ریزی می شود.

## SQL
SQL به معنای زبان ساخت یافته ی پرس و جو است که برای دسترسی، به روزرسانی و دستکاری کردن اطلاعات است.
در اس‌کیوال ،  ROLLBACK  دستوری است که باعث میشود همه ی تغییرات اطلاعات از آخرین START TRANSACTION یا BEGINتوسط سیستم مدیریت دیتابیس رابطه ای لغو بشود. که حالت داده به حالت قبل ار اعمال آن تغییرات عقبگردانده شود.
یک عبارت  ROLLBACK  همچنین هر نقطه ذخیره سازی موجود را رها می کند.
در اکثر نسخه های مختلف SQL ، دستورها   ROLLBACK  مختص به ارتباط هستند. این به این معناست که اگر دو ارتباط به یک پایگاه داده برقرار باشند، یک   ROLLBACK  در که در یک ارتباط ایجاد شده است بر ارتباط های دیگر تاثیر نمی گذارد. این برای همزمانی مناسب حیاتی است.

## استفاده خارج از پایگاه های داده
عقبگرد ها منحصر به ساختمان های داده نیستند. هر سیستم توزیع شده حالتی ای می تواند از عملیات های عقبگرد برای نگهداری انسجام استفاده کند.
نمونه هایی از سیستم های توزیع شده ای که می توانند از عقبگرد ها پشتیبانی کنند شامل صف پیغام ها و سیستم های مدیریت گردش‌کار می شود. به طور عمومی تر، هر عملیاتی که سیستم را قبل از یک عملیات دیگر یا مجموعه ای از عملیات ها به حالت قبلی اش بر می گرداند می تواند به عنوان یک عقبگرد شناخته شود.